# Eriococcus diversispinus
Eriococcus diversispinus är en insektsart som beskrevs av Leonardi 1911. Eriococcus diversispinus ingår i släktet Eriococcus och familjen filtsköldlöss. Inga underarter finns listade i Catalogue of Life.